# Istoria Andorrei
După tradiție, Carol cel Mare a acordat populației Andorrei o cartă pentru lupta lor contra maurilor. Suveranitatea teritoriului a trecut la Contele de Urgell și ulterior la episcopul regiunii Urgell. În secolul al XI-lea a izbucnit un conflict între episcop și vecinul său francez de la nord, privind Andorra.
În anul 1278, conflictul a fost rezolvat prin semnarea unui document care recunoștea suveranitatea a două persoane asupra acestui teritoriu: contele de la Foix (al cărui titlu ulterior s-a transferat la șeful statului francez) și episcopul La Seu d'Urgell, din Catalonia. Această hotărâre a stabilit teritoriul principatului și structura sa politică.
Mai târziu, titlul a ajuns la regii Navarei. Când Henric de Navara a devenit regele Henric al IV-lea, în 1607 el a emis un decret prin care declara drept co-prinții principatului Andorra pe șeful statului Francez și pe Episcopul de Urgell.
În perioada 1812–1813, Imperiul Francez și-a anexat Catalonia și a divizat-o în patru departamente. Andorra a fost și ea anexată și integrată în districtul Puigcerdà (departementul Sègre).
În 1933, Franța a ocupat Andorra în urma tulburărilor sociale care au avut loc în ajunul alegerilor. La 12 iulie 1934, un aventurier numit Boris Skossyreff a emis o proclamație la Urgell, declarându-se Boris I, prințul suzeran al Andorrei - și declarând imediat război episcopului de Urgell. La 20 iulie, el a fost arestat de autoritățile spaniole și expulzat din Spania. Din 1936 până în 1940, un detașament francez a staționat în Andorra pentru a contracara urmările războiului civil spaniol și influența Spaniei fasciste.
Abia în anul 1958, Andorra a declarat pace Germaniei, deoarece țara fusese uitată la semnarea Tratatului de la Versailles - rămânând, formal, în stare de război...
Datorită relativei sale izolări, Andorra s-a situat în afara centrului istoriei europene, având doar puține legături cu alte țări în afară de Franța și Spania. Totuși, în ultima vreme, turismul intensiv și dezvoltarea mijloacelor de comunicare și de transport au scos țara din starea de izolare, iar sistemul său politic a fost modernizat în anul 1993, când Andorra a devenit membră a Organizației Națiunilor Unite.